# Lenny Kravitz
Leonard Albert Kravitz, detto Lenny (New York, 26 maggio 1964), è un cantautore, polistrumentista, produttore discografico e attore statunitense.
Nella sua musica si ispira ad artisti come John Lennon, Jimi Hendrix, Elton John e Prince. Oltre a cantare, suona anche chitarra, basso elettrico, batteria, pianoforte, armonica a bocca e sitar per ognuna delle sue canzoni.
Detiene il record per il maggior numero di Grammy Award alla miglior interpretazione vocale rock maschile, quattro consecutivi, con i brani: Fly Away (1999), American Woman (2000), Again (2001)e Dig In (2002).

## Biografia

### Gli inizi
È di padre ebreo statunitense (Sy Kravitz, produttore discografico di origini ucraine e tedesche) e madre originaria delle Bahamas (Roxie Roker, divenuta famosa per il suo ruolo come Helen Willis nella sitcom I Jefferson), ed è nato e vissuto in gioventù a New York. Il suo nome di battesimo è lo stesso di uno zio paterno morto durante la guerra di Corea, nel 1953.
Dopo che i suoi genitori emigrarono in California, Kravitz iniziò ad appassionarsi di musica. Così imparò subito a suonare il basso, il pianoforte, la chitarra e la batteria, e cominciò a cantare per il California Boys Choir e per la Metropolitan Opera.

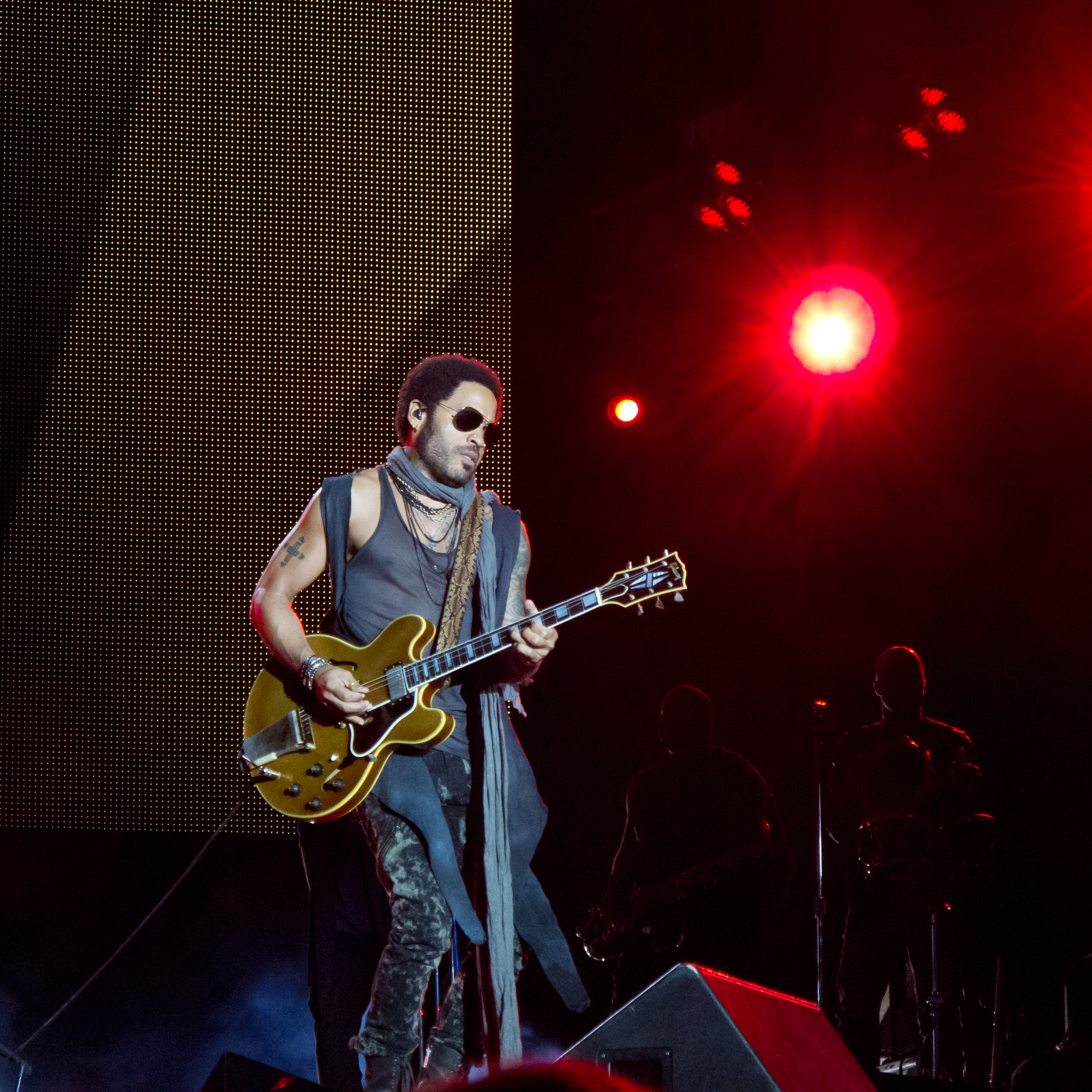
Lenny Kravitz nel 2012.

Dopo essersi diplomato alla Beverly Hills High School, nel 1983 cominciò ad incidere dischi in proprio, con il nome d'arte di Romeo Blue. All'epoca si ispirava molto a Prince e agli Sly & the Family Stone, ma anche a musicisti jazz quali Duke Ellington, Sarah Vaughan, Count Basie, Ella Fitzgerald, Bobby Short e Miles Davis, a cui i suoi stessi genitori erano molto legati.
Alla fine degli anni ottanta, Kravitz ritornò a New York per intraprendere una vera carriera musicale. Si trovò a dividere casa con Lisa Bonet, un'interprete de I Robinson. I due si sposarono il 16 novembre 1987, e dalla loro unione nacque un anno dopo una figlia, Zoë Isabella. In quel periodo, il pop rocker newyorkese cominciò ad ascoltare anche Jimi Hendrix, i Beatles, i Led Zeppelin, Stevie Wonder, Curtis Mayfield e Bob Marley. Questi sarebbero diventati altri suoi ispiratori, al fianco degli Sly & the Family Stone e di Prince.
Nel 1988 firmò un contratto per la Virgin Records.

### 1989-1991:Let Love RuleeMama Said
Lenny Kravitz incise nel 1989 l'album d'esordio Let Love Rule, che raggiunse il numero 61 di Billboard. Da esso furono estratti come singoli la title track e I Build This Garden for Us. Collaborò con Madonna nel 1990 per il brano Justify My Love (da Immaculate Collection), dove oltre ad essere tra gli autori partecipa come seconda voce. Fu grazie a questo album che ottenne i suoi primi veri successi. Nello stesso anno divorziò da Lisa Bonet e si legò temporaneamente alla Ciccone.
Nel 1991 Lenny Kravitz pubblicò Mama Said, che raggiunse il numero 40 di Billboard. Molte sue canzoni si riferiscono alla fine del legame con Lisa Bonet. Il suo singolo più noto e più di successo è It Ain't Over 'Til It's Over. Collaborò anche con Duff McKagan, nel suo primo album da solista, Believe in Me del 1993 e Slash, che militavano ambedue all'epoca nei Guns N' Roses, per una hit di Lenny, Always on the Run. Discreto successo ebbero anche Stand by My Woman e What Goes Around Comes Around. Inoltre a Mama Said contribuì, per la prima volta su un disco musicale, Sean Lennon.

### 1993-1995:Are You Gonna Go My WayeCircus
Nel 1993 uscì Are You Gonna Go My Way, che raggiunse il numero 12 di Billboard. Grazie al suo terzo album, Kravitz vinse un anno dopo un BRIT Award come miglior artista maschile. Il video della title track, diretto da Mark Romanek, fu premiato agli MTV Video Music Awards. Altri singoli estratti dall'album furono Believe, Is There Any Love in Your Heart, Heaven Help e Spinning Around Over You. Dopo aver reinterpretato Deuce dei Kiss per un tribute album, Kravitz pubblicò nel 1995 Circus, arrivato al numero 10 di Billboard e trainato da Rock & Roll Is Dead e Can't Get You Off My Mind.

### 1998-2003:5eLenny
Con la pubblicazione di 5 nel 1998, Kravitz sperimentò per la prima volta sonorità elettroniche. 5 ebbe molto successo soprattutto in Europa, grazie al singolo Fly Away. 5 arrivò al numero 28 di Billboard, e grazie ad esso il pop rocker di New York vinse consecutivamente quattro Grammy come miglior artista rock maschile, nel 1999.
5 ebbe come proprie hit anche If You Can't Say No, I Belong to You e la cover di American Woman dei Guess Who (quest'ultima originariamente nella colonna sonora di Austin Powers - La spia che ci provava).
Nel 2000 fu immesso sul mercato il suo primo Greatest Hits, contenente anche l'inedita Again (premiata l'anno successivo con un Grammy).
Nell'ottobre del 2001 Kravitz pubblicò il suo sesto album, Lenny. Raggiunse il 12º posto su Billboard e il nono in Canada. I suoi singoli sono Dig In (anch'esso vincitore di un Grammy nel 2002), Stillness of Heart, Believe in Me e If I Could Fall in Love.
Nel 2001 collabora con Mick Jagger alla composizione del brano God Gave Me Everything, che viene incluso nell'album solista di Jagger Goddess in the Doorway, e pubblicato su singolo accompagnato da un videoclip musicale al quale partecipano insieme Jagger e Kravitz.
Nel 2002 Jay-Z invitò Kravitz ad incidere con lui la traccia Guns & Roses (da The Blueprint²: The Gift & the Curse). Al 2003 risalgono invece We Want Peace (contro la seconda guerra in Iraq) una collaborazione con Michael Jackson (Another Day) e un'altra con P. Diddy, Pharrell Williams e Loon a Show Me Your Soul (dall'OST di Bad Boys 2). Un anno dopo, collaborò con i N.E.R.D nell'album Fly or Die, e di nuovo con Jay-Z in Storm (da Baptism).

### 2004-2005:Baptism
Baptism, il suo settimo album, è uscito nel 2004 ed è stato trascinato principalmente dalle hit Where Are We Running? e California, ma anche da Storm e Lady.
Tra il maggio e il luglio del 2005, si è esibito nel proprio tour mondiale "Electric Church", terminato alla Brixton Academy a Londra. Nell'autunno dello stesso anno è stato anche in tour con gli Aerosmith.
Un singolo di Kravitz è stato realizzato in beneficenza per le vittime dell'uragano Katrina. Il brano, intitolato From the Bottom of My Heart, è stato scritto e composto da Michael Jackson ed è stato registrato a Londra (Gran Bretagna).

### 2008-2012:It's Time for a Love RevolutioneBlack and White America
Il 5 febbraio 2008 esce It's Time for a Love Revolution. L'album è il primo a debuttare alla No. 4 nella classifica di Billboard. In Italia raggiunge la posizione No. 3, conquistando il disco d'oro.
Sulla scena internazionale l'album ha debuttato al No.1 in Giappone, Argentina e Svizzera, è entrato nella Top 5 in Canada, Germania, Francia, Austria, Emirati Arabi Uniti, Paesi Bassi ed Italia, in Top 10 in Belgio, Spagna ed Hong Kong.
I singoli estratti sono stati: I'll Be Waiting, Bring It On e Love Love Love.
L'11 febbraio però Kravitz è stato ricoverato per bronchite e disidratazione in un ospedale di Miami Beach. La sua portavoce ha dichiarato che Kravitz soffriva di problemi respiratori da inizio gennaio a causa di una brutta influenza. Nei giorni seguenti le condizioni di Kravitz si sono aggravate e i medici hanno preferito ricoverarlo per fornirgli cure più adeguate. Il tour europeo che Lenny Kravitz avrebbe dovuto intraprendere per supportare l'album è stato posticipato.
In quell'anno partecipa anche al Festival di Sanremo come "ospite straniero". Nel 2009 debutta come attore, interpretando un infermiere nel film di Lee Daniels Precious. Nel 2011 viene pubblicato il suo album intitolato Black and White America anticipato dal singolo Stand. Inoltre ha interpretato nel 2012 e nel 2013 il ruolo di Cinna, lo stilista di Katniss Everdeen nei film della saga di Hunger Games.
Nel 2010 ha collaborato nell'album Michael, primo disco postumo di Michael Jackson. Kravitz, infatti, è presente come featuring nel brano (I Can't Make It) Another Day, ottava traccia dell'album, di cui è anche il produttore.
Lenny Kravitz ha cantato anche il 20 febbraio 2011 dopo la presentazione dei giocatori delle due selezioni East e West allo Staples Center di Los Angeles in vista dell'NBA All-Star Game 2011. Il 25 maggio 2012 ha collaborato con il dj Avicii per il singolo Superlove.
Il 12 dicembre 2012 ha eseguito la cover di Whole Lotta Love, al Kennedy Center Honors per la premiazione dei Led Zeppelin.

### 2014:Strut
Il 23 giugno 2014 viene pubblicato ufficialmente sul sito e in tutte le radio il primo singolo intitolato The Chamber, apripista del nuovo album di Lenny Kravitz intitolato Strut, che verrà pubblicato il 23 settembre dello stesso anno. Successivamente vengono estratti i singoli Sex e New York City, pubblicati rispettivamente il 6 agosto e il 21 ottobre 2014.

### 2018:Raise Vibration
L'11 maggio 2018 annuncia l'undicesimo album in studio Raise Vibration, previsto per il 7 settembre 2018. Nello stesso giorno viene pubblicato il singolo It's Enough!, primo singolo estratto dall'album.
Il 25 maggio 2018 pubblica il singolo Low, secondo estratto dall'album, seguito da 5 More Days 'Til Summer. La promozione dell'album continua fino al 2020, anno in cui viene pubblicato il sesto ed ultimo singolo estratto dal progetto, Ride.

## Altri lavori

### Fotografia e collaborazione con Leica
Kravitz ha collaborato con Leica in due occasioni. Nel 2015 un'edizione della Leica M-P (Typ 240) intitolata "The Correspondent", e di nuovo nel 2019 con un'edizione Monochrom intitolata "Drifter". 2019 ed è stato esposto fino al 25 agosto 2019 nella Galleria Leica a Wetzlar in Germania.
Kravitz aveva scoperto la fotografia a vent'anni grazie a suo padre, giornalista e corrispondente dal Vietnam per la NBC News, che gli regalò una Leica.
Ha inoltre lavorato come direttore creativo per Dom Perignon, allestendo una mostra fotografica per la maison alla galleria Skylight Modern di Chelsea, a New York.

## Vita privata
È stato sposato con l'attrice Lisa Bonet dal 1987 al 1993, dalla quale ha avuto una figlia nel 1988, Zoë Kravitz, attrice e cantante.

## Discografia
- 1989 – Let Love Rule
- 1991 – Mama Said
- 1993 – Are You Gonna Go My Way
- 1995 – Circus
- 1998 – 5
- 2001 – Lenny
- 2004 – Baptism

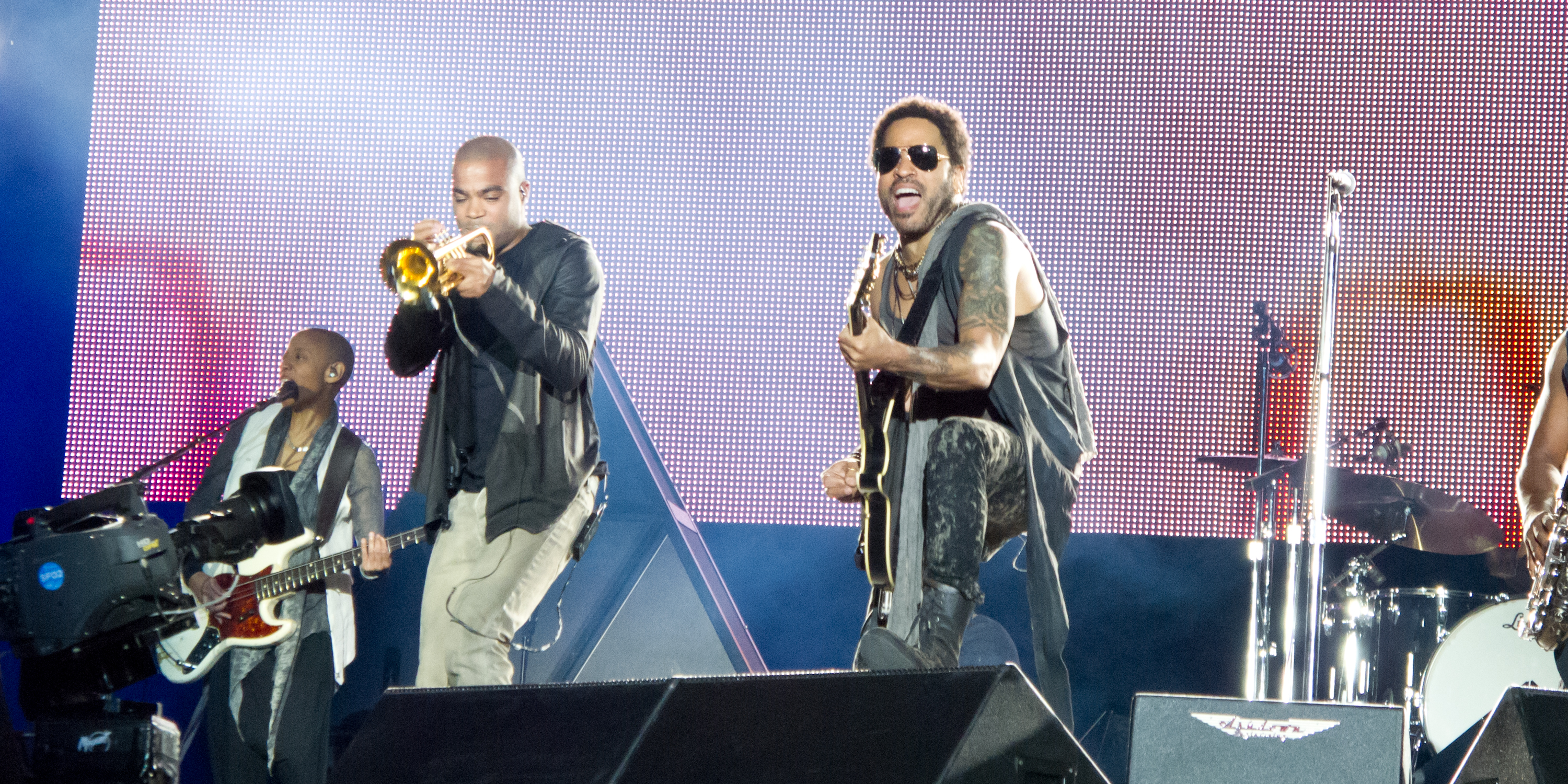
Kravitz durante un concerto

- 2008 – It Is Time for a Love Revolution
- 2011 – Black and White America
- 2014 – Strut
- 2018 – Raise Vibration
- 2024 – Blue Electric Light

## Premi e riconoscimenti
MTV Video Music Awards

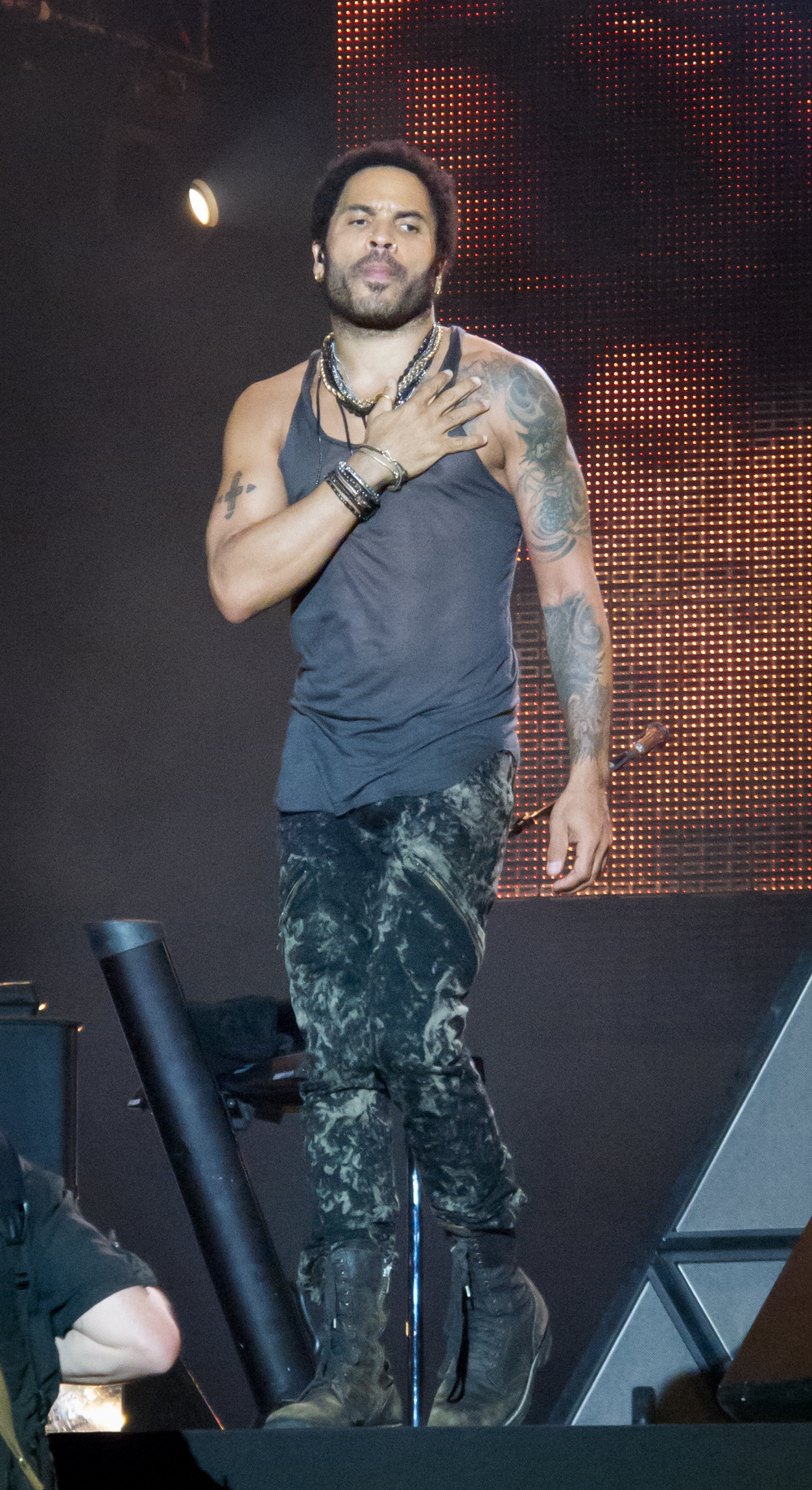
Lenny Kravitz.

- 1993 - Miglior video di un artista maschile (Are You Gonna Go My Way)

Brit Awards
- 1994 - Best Male Artist

VH1/Vogue Fashion Awards
- 1998 - Most Fashionable Artist, Male Award

Grammy Awards
- 1998 - Miglior interpretazione vocale rock maschile (Fly Away)
- 1999 - Miglior interpretazione vocale rock maschile (American Woman)
- 2000 - Miglior interpretazione vocale rock maschile (Again)
- 2001 - Miglior interpretazione vocale rock maschile (Dig In)

Radio Music Awards
- 2001 - Artist of the Year/Pop Alternative Radio

My VH1 Awards
- 2001 - Favorite Male Artist

Blockbuster Entertainment Awards
- 2001 - Favorite Male Artist - Rock

American Music Awards
- 2002 - Favorite Pop/Rock Male Artist

Microsoft Windows Media Innovation Awards
- 2002 - Microsoft Windows Media Innovation Award

## Filmografia

### Attore
- Zoolander, regia di Ben Stiller (2001)
- La Traversée du Désir, documentario di Arielle Dombasle (2009)
- Precious, regia di Lee Daniels (2009)
- Hunger Games (The Hunger Games), regia di Gary Ross (2012)
- The Blind Bastards Club, regia di Ash (2012)
- Hunger Games - La ragazza di fuoco (The Hunger Games: Catching Fire), regia di Francis Lawrence (2013)
- The Butler - Un maggiordomo alla Casa Bianca (The Butler), regia di Lee Daniels (2013)
- Zoolander 2, regia di Ben Stiller (2016)
- Un matrimonio esplosivo (Shotgun Wedding), regia di Jason Moore (2022)

### Doppiatore
- I Simpson (The Simpsons), episodio 14x02 (2002)

## Doppiatori italiani
Nelle versioni in italiano delle opere in cui ha recitato, Lenny Kravitz è stato doppiato da:
- Pino Insegno in Hunger Games, Hunger Games - La ragazza di fuoco, Better Things
- Alessandro Quarta in Precious, The Butler - Un maggiordomo alla Casa Bianca
- Enrico Di Troia in Zoolander
- Simone D'Andrea in Un matrimonio esplosivo
- Dario Oppido in Star

Da doppiatore è sostituito da:
- Sergio Lucchetti in I Simpson